# Atylus georgianus
Atylus georgianus är en kräftdjursart som beskrevs av Edward Lloyd Bousfield och William Converse Kendall 1994. Atylus georgianus ingår i släktet Atylus och familjen Dexaminidae. Inga underarter finns listade i Catalogue of Life.